# Сельди-круглобрюшки
Сельди-круглобрюшки (лат. Etrumeus) — род лучепёрых рыб семейства сельдевых. Эти морские пелагические рыбы обитают в тропических и субтропических водах всех океанов. Тело веретенообразное, покрыто циклоидной чешуёй, голова голая, брюшко округлое, щитки перед и позади брюшных плавников отсутствуют, имеется единственный брюшной щиток в виде буквы W. От прочих сельдевых, за исключением дуссумиерий, отличаются многочисленными жаберными лучами (11—15) и прямоугольной предчелюстной костью. Максимальная длина 30 см. Питаются планктоном. Являются объектом коммерческого промысла в Красном море, в водах Японии и южной Африки.

## Классификация
В состав рода включают 6 видов:
- Etrumeus makiawa J. E. Randall & DiBattista, 2012
- Etrumeus micropus (Temminck & Schlegel, 1846)
- Etrumeus sadina  (Mitchill, 1814) — Обыкновенная сельдь-круглобрюшка, или круглая сельдь, или сельдь-сардина
- Etrumeus whiteheadi  Wongratana, 1983 — Южноафриканская сельдь-круглобрюшка, или сельдь-круглобрюшка Уайтхеда